# Cumberlandia monodonta
Cumberlandia monodonta е вид мида от семейство Margaritiferidae. Видът е застрашен от изчезване.

## Разпространение и местообитание
Разпространен е в САЩ (Айова, Алабама, Арканзас, Вирджиния, Западна Вирджиния, Илинойс, Кентъки, Минесота, Мисури, Тенеси и Уисконсин).
Обитава пясъчните дъна на сладководни басейни и реки.

## Описание
Популацията на вида е намаляваща.